# Adalberon (biskup Laon)
Adalberon (ur. 947, zm. 27 stycznia 1030), francuski biskup i poeta. Biskup Laon od 977 do 1030, członek rodu Ardenne, związany z dworem króla Roberta Pobożnego. W poemacie jemu poświęconym uzasadniał trójpodział społeczeństwa feudalnego na duchowieństwa, szlachtę i chłopów i wskazywał na kluczową rolę króla w utrzymaniu równowagi pomiędzy nimi.